# Водяная (приток Самары)
Водяная — река на Украине, левый приток реки Самара, бассейн Днепра. Протекает на северо-западе Донецкой области — в Александровском и Добропольском районах. Длина реки — 28 км. В ирригационных целях водоток регулируется более чем десятком земляных и бетонных дамб, образующих пруды.
Населённые пункты на реке: Нововодяное, Весна, Степановка, Новодонецкое, Иверское, Шестаковка, Новосамарское, Петровка Первая, большая часть населения которых являлись работниками шахты «Пионер», находящейся неподалёку.